# 全州拌饭庆典

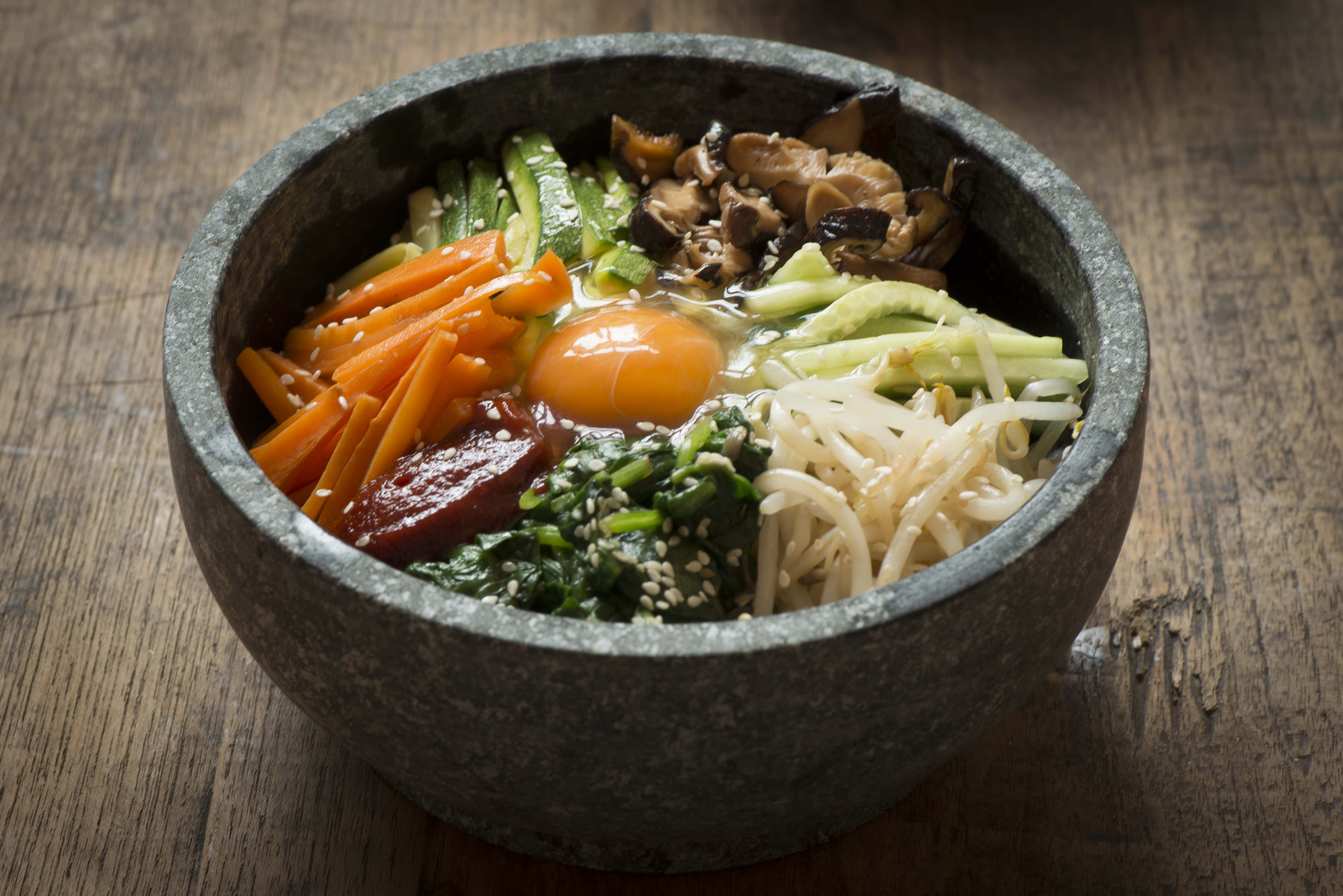
石锅拌饭

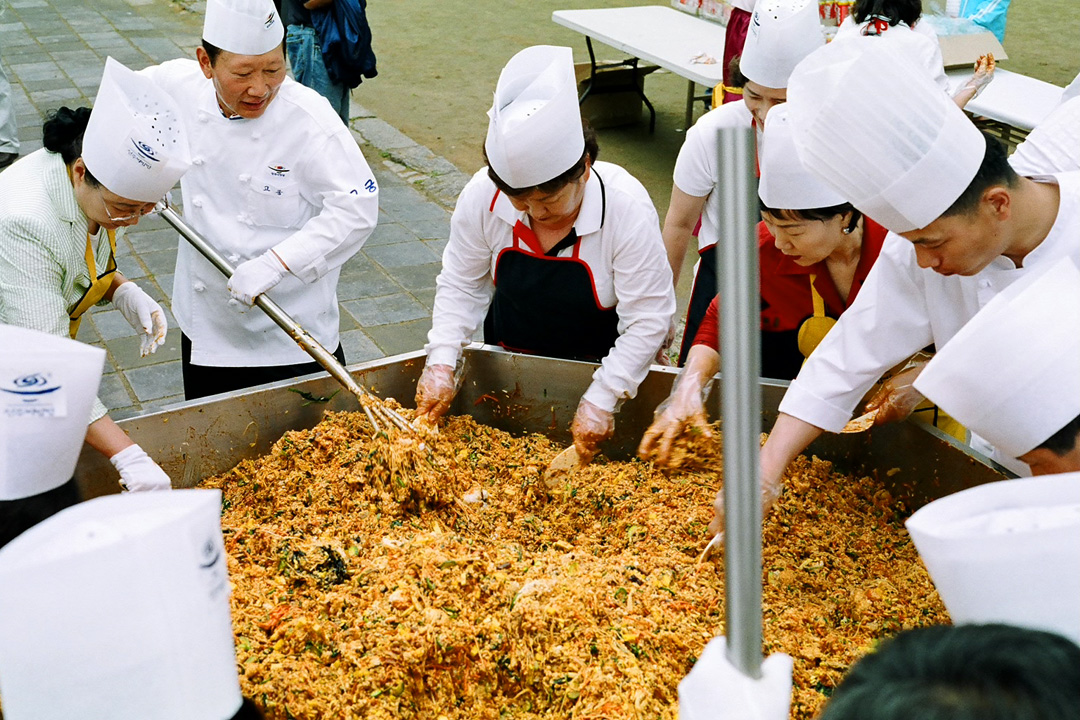
全州拌饭庆典

全州拌饭庆典（韓語：전주비 축제），是韩国全罗北道每年举办的美食节。它以韩国流行菜肴石锅拌饭的全州变体为中心。此节日自2007年起开始庆祝。 

## 概述
此节日通常在每年十月举行，展示了全罗北道最具代表性也是游客最感兴趣的的菜肴——石锅拌饭。 参加节日的游客可以品尝当地特色菜肴，并学习如何烹饪传统石锅拌饭。他们还可以在节日里参加相关游戏、欣赏当地音乐会、逛夜市。  
据报道，此节日自2007年开始庆祝以来总共吸引15万名公民和游客来庆祝。 但由于COVID-19 疫情，节日于2020年被取消。2021年时，节日更名为“世界拌饭周”（월드 비빔위크）并重新开始庆祝。 
2022年，此节日于10月6至10日举行。 